# Пыжа
Пыжа (самод.: Боожо[уточнить]. пии — «осина» жо — «река») — река в Турочакском районе Республики Алтай. Левый приток Бии. Высота истока — 1970 м над уровнем моря. Высота устья — 413 м над уровнем моря.

## География
Пыжа начинается в цирках озёр гольцовой зоны горного массива, примыкающего к Сумультинскому хребту и южной оконечности хребта Алтынту, к юго-западу от Телецкого озера. Течёт в общем направлении на север, на всём протяжении в глубокой горной долине. Принимает правый приток Аспарт, затем левый приток Учал. Затем обходит против часовой стрелки хребет Каракиштэ, принимая правые притоки Карагне и Кочеш. Ниже устья Кочеша на правом берегу расположена нежилая деревня Обого. За ней река на некотором протяжении течёт на запад, принимает слева приток Эвий, за которым на левом берегу к долине Пыжи выходит хребет Тошузень, затем левый приток Турга, и поворачивает на северо-запад. Справа Пыжа принимает приток Бельгежа, слева — крупный приток Еле, за устьем которого долина Пыжи существенно расширяется и течёт на север. Между Тургой и Бегельжой расположен каскад мощных порогов водопадного типа. Ниже по течению реки слева впадает приток Сучак, справа — Амыр и Козырбак, слева — Чуга, справа — большой приток Чуря. В устье Чури расположен единственный населённый пункт на Пыже — село Ново-Троицк. Устье реки находится в 286 км по левому берегу реки Бия, выше села Усть-Пыжа. Длина реки составляет 103 км, площадь бассейна — 1180 км², средний уклон — 18 м/км.

## Притоки
- 12 км: Чуря
- 20 км: Коно
- 34 км: Еле
- 55 км: Турга
- 56 км: Эвий
- 74 км: Учал

## Туризм
Пыжа является популярным объектом водного туризма, река изобилует сложными порогами, каскадами и водопадами. В описании спортивного маршрута по реке дана следующая характеристика:
О водопадах Пыжи можно говорить в превосходной степени. Это настоящее противоборство мира камня и мира воды. Русло завалено огромными обломками скал, между которыми мечется вспененная вода. Глядя на водопады, начинаешь постигать смысл названия реки. Ведь «Пыжа» в переводе с самодийского означает «каменная река».

По долине Пыжи проложены также маршруты пешеходного туризма.

## Экономика
В долине реки ранее велись лесозаготовки. Ныне заброшенный населённый пункт Обого был лесопунктом и по сей день соединяется с селом Иогач лесовозной дорогой, проходящей по долине реки Иогач.

## Данные водного реестра
По данным государственного водного реестра России относится к Верхнеобскому бассейновому округу, водохозяйственный участок реки — Бия, речной подбассейн реки — Бия и Катунь. Речной бассейн реки — (Верхняя) Обь до впадения Иртыша.